# Artūras
Artūras ist ein relativ häufig vergebener litauischer männlicher Vorname, abgeleitet von Arthur.

## Namensträger
- Artūras Bakšinskas (1960–2022), Jurist und Manager, Vizeminister, Leiter von Steuerinspektion
- Artūras Barysas (1954–2005), Schauspieler und Regisseur
- Artūras Bogdanovas (*  1983), Agrarpolitiker, Vizeminister
- Artūras Driukas (* 1961), Richter
- Artūras Karnišovas (* 1971), Basketballspieler, Small Forward
- Artūras Katulis (* 1981), Eishockeyspieler
- Artūras Leita (* 1969), Brigadegeneral, Befehlshaber der litauischen Luftstreitkräfte
- Artūras Margelis (* 1965), Politiker, Bürgermeister von Lazdijai
- Artūras Melianas (* 1964), Politiker, Innenminister und Seimas-Mitglied
- Artūras Norkevičius (* 1975), Politiker, Vizeminister
- Artūras Paulauskas (* 1953), Jurist und Politiker, Generalstaatsanwalt und Präsident Litauens
- Artūras Skardžius (* 1960), Manager und Politiker
- Artūras Skikas (* 1963), Politiker von Šilutė, Vizeminister
- Artūras Šulcas (* 1957), Politiker, Vizebürgermeister von Klaipėda
- Artūras Vazbys (* 1971), Politiker und Diplomat, Seimas-Mitglied
- Artūras Visockas (* 1968),  Politiker und Unternehmer, Bürgermeister von Šiauliai
- Artūras Zuokas (* 1968),  Journalist, Unternehmer und Politiker, Bürgermeister von Vilnius
- Artūras Žukauskas (* 1956), Physiker und Politiker, Seimas-Mitglied, Rektor der Vilniaus universitetas